# Clément Michel
Ne doit pas être confondu avec Michel Clément.
 (décembre 2023).
Si vous disposez d'ouvrages ou d'articles de référence ou si vous connaissez des sites web de qualité traitant du thème abordé ici, merci de compléter l'article en donnant les références utiles à sa vérifiabilité et en les liant à la section « Notes et références ».
Clément Michel est un réalisateur, acteur, scénariste et dramaturge français.

## Biographie
Clément Michel est l'auteur de la pièce Le Carton qui s'est jouée entre 2001 et 2004 à Paris au Lucernaire, à la Comédie de Paris et au théâtre des Variétés.
La pièce a été remontée en 2010 par Arthur Jugnot et David Roussel au Trévise, au théâtre Tristan Bernard et au Palais des glaces. Il a également signé le scénario de l'adaptation au cinéma réalisé par Charles Nemes et sorti en 2004, avec Vincent Desagnat, Omar Sy, Bruno Salomone et Fred Testot dans les rôles principaux.
À l'étranger, la pièce a été montée en Italie, en Pologne, au Mexique et en Espagne.
Il a écrit également Début de fin de soirée qui s'est jouée à la Comédie de Paris en 2005-2006 et a été remontée à la comédie Caumartin et au Petit Variétés en 2014, Le Grand Bain a été jouée au Théâtre Michel en 2009-2010 puis en tournée en 2010.
Sa quatrième pièce Une semaine, pas plus, mise en scène par Arthur Jugnot et David Roussel, dans laquelle il jouait aux côtés de Sébastien Castro et Maud Le Guénédal a été créée en juin 2011 au théâtre de la Gaîté Montparnasse.
Elle s'est jouée jusqu'en 2015 au Théâtre Hébertot, au théâtre des Béliers parisiens, au théâtre Michel, au théâtre Fontaine, au théâtre St Georges et au Splendid. Elle s'est aussi jouée en tournée dans toute la France en 2013. À l'étranger, la pièce se joue dans de nombreux pays :  en Corée du Sud, en Russie, en Espagne, au Mexique, en Allemagne, en Turquie, en Estonie, en Italie.
Pendant 4 ans entre 2018 et 2022, la version argentine Una semana nada mas triomphe à Buenos Aires et en tournée avec plus de 400 000 spectateurs. Le spectacle avec Nicolas Vazquez et Benjamin Rojas devient un phénomène dans le pays.
Réalisateur depuis 2008, il a signé deux courts-métrages Bébé et Une pute et un poussin avec la chanteuse Yelle. Ce dernier a remporté de nombreux prix à travers le monde avant d'être nommé aux César 2011 dans la catégorie meilleur court métrage.
En 2012, Il a réalisé La Stratégie de la poussette, son premier long métrage avec dans les rôles principaux Raphaël Personnaz, Charlotte Le Bon, Jérôme Commandeur, Camelia Jordana et Julie Ferrier. Le film, produit par Sombrero Films et distribué par Studiocanal, est sorti le 2 janvier 2013 et a totalisé 300 000 entrées en France. Il est sorti en juin à New York puis Los Angeles et en Turquie.
Depuis 2013, il a réalisé plusieurs épisodes de la série En famille, diffusée sur M6.
En 2015, il réalise le court métrage service de nettoyage dans le cadre des Talents Cannes Adami 2015
Entre juin et octobre 2016, il a joué sa cinquième pièce Addition au Théâtre de la Gaîté Montparnasse aux côtés de Sébastien Castro et Stéphan Guérin-Tillié dans une mise en scène de David Roussel. Addition se joue jusqu'en 2019 en France et est adaptée dans de nombreux pays.
En 2017, il réalise J'ai deux amours une mini série pour ARTE avec François Vincentelli, Julia Faure, Olivier Barthélémy et Camille Chamoux. Cette série, sélectionnée au festival de la Rochelle et au festival de Luchon, a été diffusée le 22 mars 2018 sur la chaine franco-allemande.
En octobre 2019, sa nouvelle pièce Père ou Fils se joue au Théâtre de La Renaissance avec Arthur Jugnot, Patrick Braoudé et Catherine Hosmalin dans une mise en scène d' Arthur Jugnot et David Roussel. La pièce est nommée aux Molières 2020 dans la catégorie « meilleure comédie de l'année ».
En 2020, il réalise Il est elle un 2x45' pour TF1 produit par And So on Films. Ce film, qui traite d'un adolescent transgenre, est interprété par Odile Vuillemin , Jonathan Zaccaï et Andréa Furet.
Il est elle remporte deux prix au Festival de Luchon 2021 : meilleure actrice pour Andréa Furet et meilleur scénario pour Catherine Ramberg et Thomas Boullé. Il est diffusé le 1er novembre 2021.
Il est elle a reçu le trophée CB news de la meilleure fiction de l'année en 2022 et est nommé aux International Emmy Awards 2022 dans la catégorie : TV Movie/Mini-Series.
En 2021, il réalise son nouveau long métrage Noël Joyeux produit par Gaumont avec Franck Dubosc et Emmanuelle Devos dans les rôles principaux. Le film sort le 6 décembre 2023.
En 2022, il réalise Les Yeux grands fermés, un unitaire pour TF1 produit par Jerico TV avec Muriel Robin et Guillaume Labbé dans les rôles principaux. Le téléfilm est diffusé le 2 octobre 2023 et réalise une belle audience de 3 800 000 spectateurs avec 18,6 % de parts de marché auxquels viendront s'ajouter 800000 replay.
Il a co écrit Signalements diffusé le 20 novembre 2024 sur France 2. Le téléfilm  réalisé par Eric Métayer avec Cécile Bois et Odile Vuillemin est regardé par 3 630 000 téléspectateurs.
En 2024, il réalise Haute saison pour France 2 avec Vinnie Dargaud, Joséphine Draï et Jean-François Cayrey. Diffusé le 21 février 2025, l'unitaire est leader des audiences avec 3,8 millions de spectateurs et 21% de PDA.

## Filmographie

### Réalisateur
- 2008 : Bébé, court métrage
- 2010 : Une pute et un poussin, court métrage
- 2013 : La Stratégie de la poussette
- 2015 : Service de nettoyage, court métrage (Talents Cannes ADAMI 2015)
- 2018 : J'ai deux amours (3 × 52 min) ARTE
- 2021 : Il est elle (2 × 45 min) TF1
- 2023 : Les Yeux grands fermés (téléfilm) (2 × 45 min) TF1
- 2023 : Noël Joyeux
- 2025 : Haute saison

### Scénariste
- 2004 : Le Carton de Charles Nemes
- 2013 : La Stratégie de la poussette de Clément Michel
- 2013 : Les Reines du ring de Jean-Marc Rudnicki
- 2016 : La Dream Team de Thomas Sorriaux
- 2023 : Noël Joyeux de Clément Michel
- 2024 : Signalements de Éric Métayer

### Acteur

#### Cinéma
- 2004 : Le Carton de Charles Nemes
- 2010 : L'Art de séduire de Guy Mazarguil
- 2013 : La Stratégie de la poussette de Clément Michel
- 2013 : Les Reines du ring de Jean-Marc Rudnicki
- 2017 : Le petit Spirou de Nicolas Bary
- 2017 : Loue-moi ! de Coline Assous et Virginie Schwartz
- 2020 : Belle Fille de Méliane Marcaggi
- 2022 : Hommes au bord de la crise de nerfs d'Audrey Dana

#### Télévision
- Hard (saison 2) de Cathy Verney
- La Tueuse de Rodolphe Tissot
- Fais pas ci, fais pas ça de Cathy Verney
- Détectives de Jean-Marc Rudnicki
- Ainsi soient-ils (saison 2) de Rodolphe Tissot
- Access (saison 1) de Varante Soudjan

## Théâtre

### Auteur
- 2001 : Le Carton, mise en scène d'Éric Hénon et Clément Michel, Lucernaire, Comédie de Paris et Théâtre des Variétés
- 2005 : Début de fin de soirée, mise en scène de Ludovic Pacot-Grivel, Comédie de Paris
- 2009 : Le Grand Bain, mise en scène de Stéphane Boutet, Théâtre Michel
- 2011 : Une semaine, pas plus, mise en scène d'Arthur Jugnot et David Roussel, Théâtre de la Gaîté Montparnasse, Théâtre Hébertot, Théâtre des Béliers, Théâtre Michel, Théâtre Fontaine et Théâtre St Georges.
- 2016 : Addition, mise en scène de David Roussel, Théâtre de la Gaîté Montparnasse.
- 2019 : Père ou Fils, mise en scène d'Arthur Jugnot et David Roussel, Théâtre de la Renaissance.

### Comédien
- La Nuit des rois de William Shakespeare
- Le Mariage de Barillon de Georges Feydeau
- Le Médecin malgré lui de Molière
- Le Carton
- Début de fin de soirée
- Le Grand Bain
- Une semaine, pas plus
- Des pieds et des mains
- Addition

## Distinctions

### Nominations
- César 2011 : nommé au César du meilleur court métrage pour Une pute et un poussin
- Molières 2020 : nommé au  Molière de la comédie  pour Père ou fils